# Calosopsyche elachista
Calosopsyche elachista är en nattsländeart som beskrevs av Oliver S. Flint Jr. och Bueno-soria 1987. Calosopsyche elachista ingår i släktet Calosopsyche och familjen ryssjenattsländor. Inga underarter finns listade i Catalogue of Life.